# Kjóiči Sawada
Kjóiči Sawada (japonsky 沢田 教一 Sawada Kjóiči; 22. února 1936, Aomori – 28. října 1970, Kambodža) byl japonský fotograf pracující pro United Press International, který za své válečné fotografie z vietnamské války vyhrál Pulitzerovu cenu a dvakrát World Press Photo.

## Životopis
Kjóiči Sawada roku 1966 za své válečné fotografie z vietnamské války v roce 1965 obdržel Pulitzerovu cenu. Dvě z těchto fotografií byly vybrány jako fotografie roku při soutěži World Press Photo v letech 1965 a 1966. Fotografie ze září roku 1965 zobrazuje vietnamskou matku a děti brodící se přes řeku, aby unikli americkému bombardování. Americké letectvo evakuovalo jejich vesnici, protože měli podezření z toho, že ji Vietkong použil jako základní tábor. Síly americké námořní pěchoty zahájily operace severně od své vojenské základny v jihovietnamském městě Quy Nhon. Základna byla pod neustálým útokem odstřelovačů Vietkongu, Američané si chtěli zajistit okolí své vojenské základny. Nejdříve evakuovali vesničany a potom jejich letectvo bombardovalo vesnice ze vzduchu a útočilo na sniperské pozice Vietkongu. Slavná fotografie z roku 1966 zobrazuje americké vojáky, jak táhnou mrtvého vojáka Vietkongu na pohřebiště za svým obrněným transportérem poté, co byl zabit při bitvě u Suoi Bong Trang 24. února 1966. Americká 1. pěší divize a australská vojska bojovala proti Vietkongu a severní vietnamské armádě v noci z 23. na 24. února 1966. K bitvě došlo během operace Rolling Stone, hlavní americké bezpečnostní operace na ochranu inženýrů budujících strategickou silnici v blízkosti Tan Binh, 30 kilometrů severozápadně od letecké základny Bien Hoa. Ukázalo se, že vietnamská armáda utrpěla těžké ztráty, při nichž zahynulo téměř 500 mužů, zatímco americké a australské oběti byly 11 zabitých a 74 zraněných. Mrtvého vojáka táhnou za svým obrněným transportérem M113.
Také dokumentoval Bitvu o Hue v roce 1968, například zachytil desátníka Dona Hammonse bezprostředně poté, co byl zraněn nepřátelskou palbou; zemřel o několik minut později.
Sawada zemřel spolu s Frankem Froschem, vedoucím pobočky UPI Phnompenh 28. října v roce 1970 při jejich cestě přes Kirriromský průsmyk v Kambodži. Bylo mu 34 let.

## Galerie

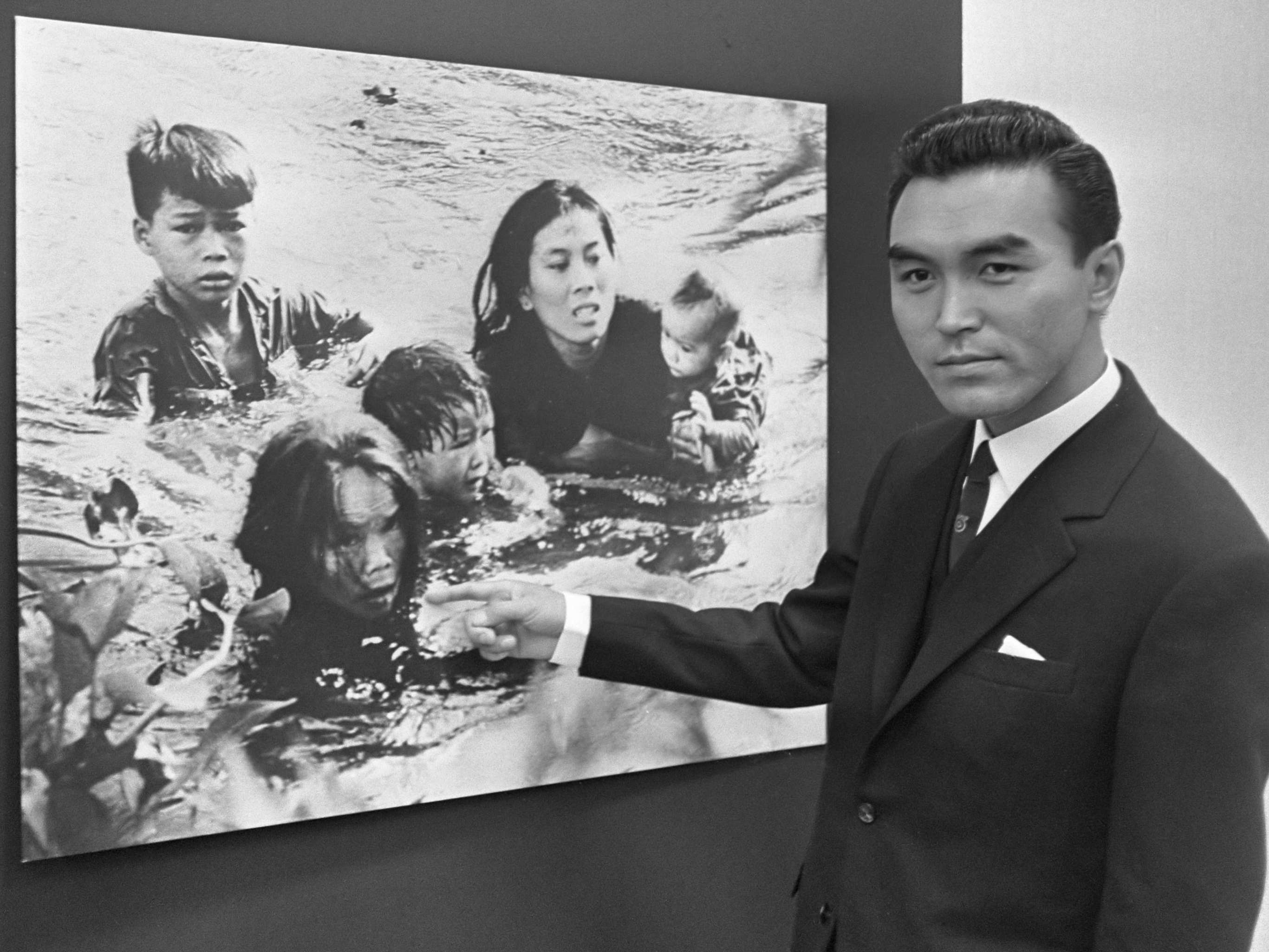
Kjóiči Sawada a jeho fotografie Útěk do bezpečí, fotografie z roku 1965 zobrazuje vietnamskou matku a děti brodící se přes řeku, aby unikli americkému bombardování
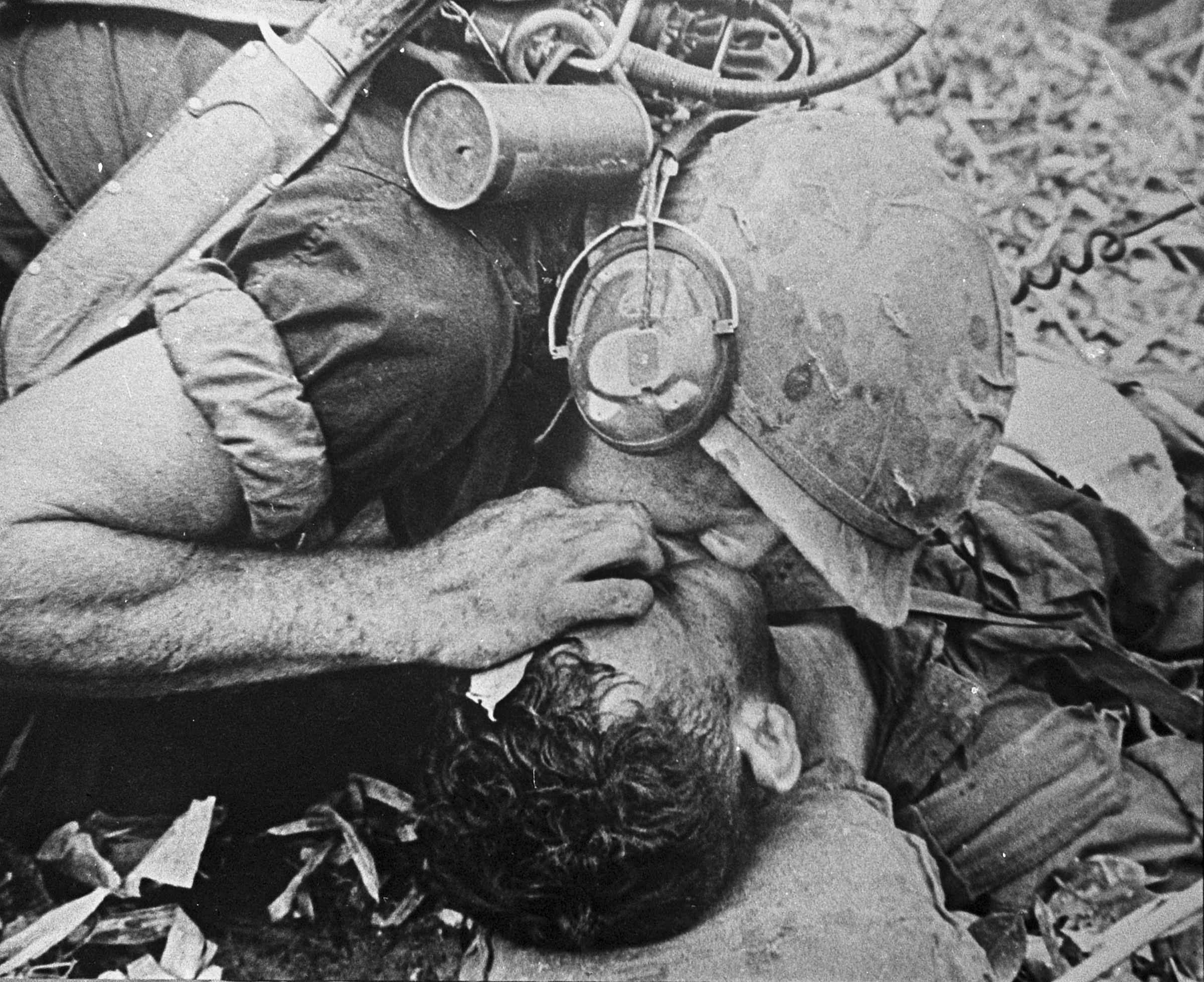
World Press Photo 1967 v Haagu, fotografie Sawady z Vietnamu, Každá sekunda se počítá
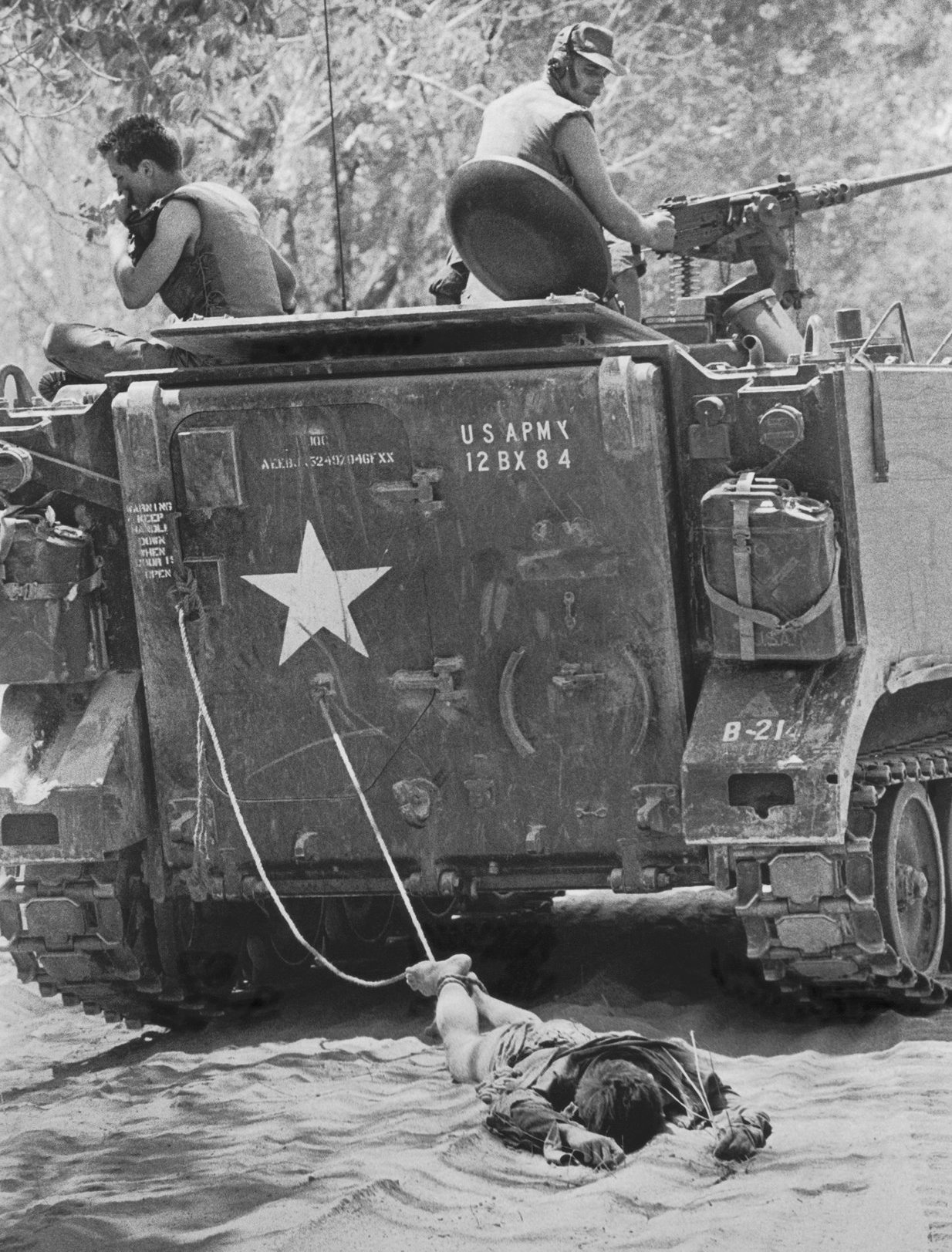
„Tan Binh, Jižní Vietnam: Tělo vojáka Vietkongu, zabitého během zuřivých nočních bojů, je vlečeno za americkým obrněným transportérem; 24. února 1966; zatímco spojenecké jednotky počítaly mrtvé ponechané na bojišti 35 mil severozápadně od Saigonu. Tvrdé jádro jednotek Vietkongu zaútočilo na americké a australské pozice během 'Operace Rolling Stone'.“ Tato fotografie získala ocenění World Press Photo of the Year za rok 1966.